# Bata (Arad)
Bata é uma comuna romena localizada no distrito de Arad, na região histórica da Transilvânia. A comuna possui uma área de 85.00 km² e sua população era de 1181 habitantes segundo o censo de 2007.